# فيلي كيلي
فيلي كيلي (بالإنجليزية: Willie Kelly)‏ هو سياسي أسترالي، ولد في 1 ديسمبر 1877 في سيدني في أستراليا، وتوفي في 27 يناير 1960 في أستراليا. حزبياً، نشط في حزب التجارة الحرة. وقد انتخب عضو مجلس النواب الأسترالي عن دائرة ونتوورث ‏ (16 ديسمبر 1903 – 3 نوفمبر 1919).